# Теплівський
Те́плівський — пасажирська зупинна залізнична платформа Лиманської дирекції Донецької залізниці.
Розташована неподалік від с. Нижньотепле, Щастинський район, Луганської області на лінії Кіндрашівська-Нова — Граківка між станціями Кіндрашівська-Нова (11 км) та Городній (7 км).
Через військову агресію Росії на сході України транспортне сполучення припинене. 30 травня 2016 року рух поїздів відновлено, лінією Валуйки — Кіндрашівська почував курсувати приміський поїзд Кіндрашівська-Нова — Лантратівка.